# Stenopogon werneri
Stenopogon werneri là một loài ruồi trong họ Asilidae. Stenopogon werneri được Engel miêu tả năm 1933. Loài này phân bố ở vùng Cổ Bắc giới.